# Playa de Cabeceira
La Playa de Cabeceira es una playa gallega situada en el municipio de Poyo en la provincia de Pontevedra, España. Tiene 200 metros de longitud y está situada en la orilla septentrional de la ría de Pontevedra, a 3 km de Pontevedra capital.

## Descripción
Es una playa con forma de media concha situada en la ría de Pontevedra rodeada de un pinar. La arena es blanca y fina y la playa está resguardada de los vientos con aguas tranquilas aptas para el baño. Tiene una vista privilegiada de la Isla Tambo.
Ondea en ella la bandera azul. Esta zona de playa de Lourido es muy apreciada para la práctica del kitesurf.

## Acceso
Desde Pontevedra,  se coge la carretera costera PO-308 en dirección a Sangenjo. A un kilómetro del puente de la Barca, en la rotonda de la carretera que está a la altura del pazo de Besada hay que tomar la salida hacia Lourido y continuar por la carretera que lleva a las playas, junto al mar.

## Galería

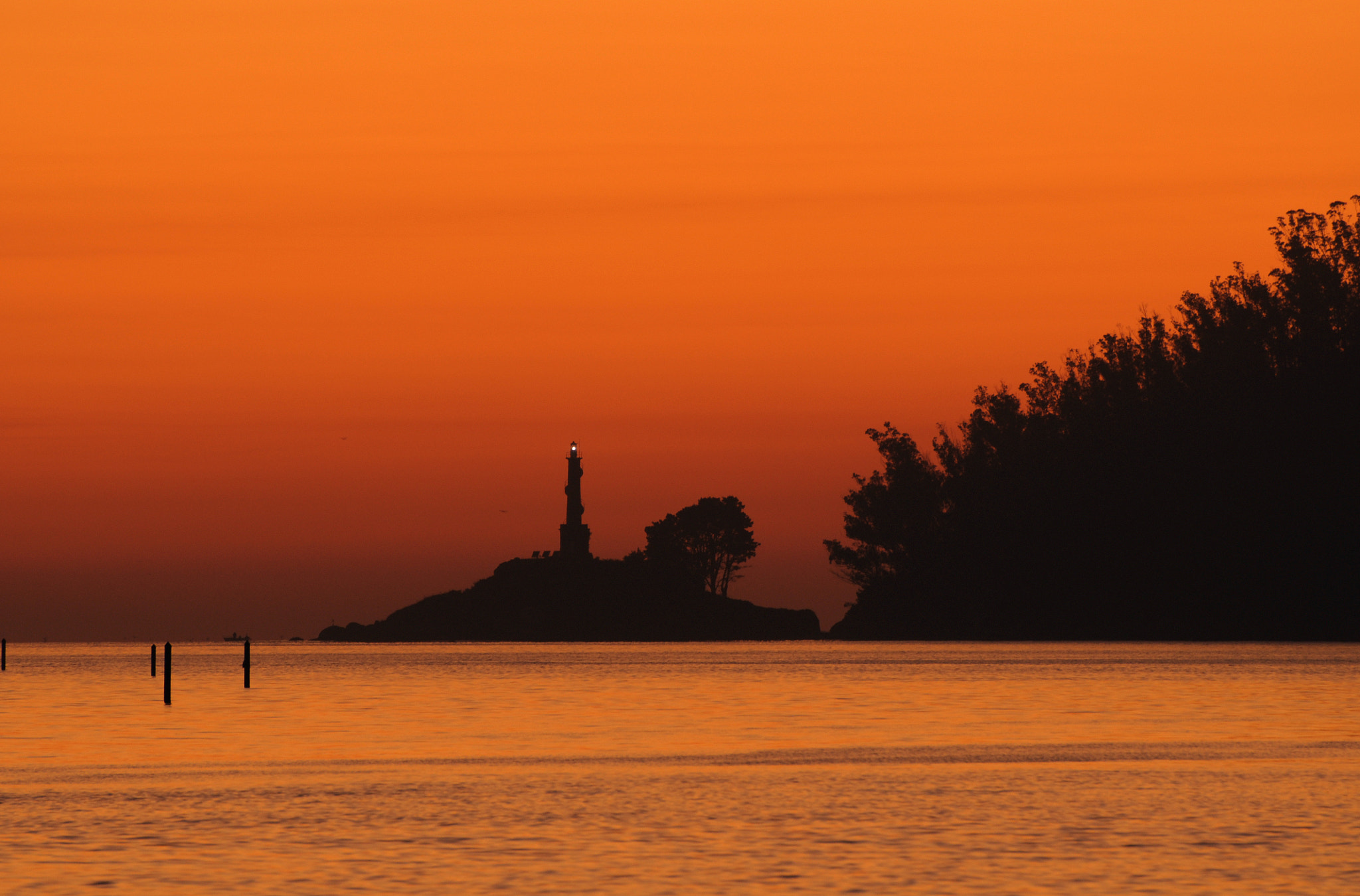
La isla de Tambo, al fondo de la playa de Cabeceira